# زينايدا سيريبرياكوفا
زينايدا سيريبرياكوفا (الروسية: Зинаида Серебрякова) (بالروسية: Зинаи́да Евге́ньевна Серебряко́ва) ‏ (ولدت 10 ديسمبر 1884 - توفيت 19 سبتمبر 1967) رسامة روسية، تميزت باستخدام أقلام التلوين والألوان المائية ببراعة استثنائية. أبرز أعمالها تدور حول مشاهد رحلتها إلى المغرب سنوات 1928 و 1929 و 1932. تنقل زينايدا من خلال لوحاتها العواطف والإشراق.

## مسيرتها
ولدت زينايدا بمزرعة بالقرب من خاركوف التي تتبع لأوكرانيا حاليا، وسط أسرة روسية عريقة في الفن. فجدها كان مهندسا مشهورا ترأس جمعية المهندسين المعماريين وعضو في الأكاديمية الروسية للعلوم، وخالها الرسام ألكسندر بينويس مؤسس حركة «عالم الفن» التي جمعت فنانين روس متأثرين بالفن الأوروبي. ووالدها يفغيني نيكولايفيتش الذي كان نحاتا مرموقا، ووالدتها هي شقيقة الرسام الكسندر بينويس، وكانت ميالة كذلك للرسم، كما تميز اخوتها في ميدان الهندسة والفن الروسي.
تخرجت سنة 1900 من المدرسة الثانوية للبنات ودخلت مدرسة الفنون التي أسستها الأميرة تينيشيفا. ودرست تحت رعاية إيليا ريبين في عام 1901، وتحت توجيهات الفنان أوسيب براز بين 1903 و 1905. وبين 1902-1903 أمضت وقتا بإيطاليا ، وبين 1905-1906 درست في أكاديمية دو لا غراند شومير بباريس.
في عام 1905، تزوجت زينايدا بابن عمتها وحملت بذلك لقبه سيريبرياك، الزوج الذي سيصبح لاحقا مهندس سكك حديدية.

## سنوات سعيدة
في شبابها، جاهدت زينايدا من أجل التعبير عن حبها للعالم وإظهار جماله، حيث رسمت الطبيعة الروسية وشعبها. وعلى الرغم من صغر سنها، كانت لها موهبة غير عادية وجرأة واضحة في هذه الأعمال.
تعرف عليها الجمهور الفني من خلال بورتريه ذاتي (1909، معرض تريتياكوف)، الذي تم عرضه لأول مرة بمعرض كبير في روسيا في عام 1910. وأعقب تلك اللوحة عمل آخر وهو «فتاة تستحم» (1911، المتحف الروسي)، صورة لوالدها ليفغيني نيكولايفيتش (1911، مجموعة خاصة)، ولوحة لوالدتها يكاترينا (1912، المتحف الروسي)، أعمال تظهر نضج الفنانة زينايدا.
لحقتها عدة أعمال، أبرزها «غسل الملابس» (1917، معرض تريتياكوف)، الذي قامت فيه برسم المرأة الريفية تحت ضوء السماء، عمل كشف للعيان الموهبة المدهشة لزينايدا.
في عام 1916 عندما تم تكليف الكسندر بينويس بتزيين محطة كازانسكي في موسكو، طلب من زينايدا المساعدة. فكانت مشاركتها بموضوع الشرق: الهند واليابان وتركيا وتايلند، على شكل نساء جميلات.

## الثورة
مع اندلاع ثورة أكتوبر في عام 1917، كانت زينايدا في مزرعة أسرتها، وفجأة تغيرت حياتها. ففي عام 1919 توفي زوجها بوريس بالتيفوس، المرض الذي حمله من السجون البلشفية. فأصبحت زينايدا من دون أي مصدر دخل، مسؤولة عن أطفالها الأربعة ووالدتها المريضة، حيث تم نهب جميع أموال الأسرة، فعانت الأسرة من الجوع. فاضطررت زينايدا التخلي عن الرسم الزيتي لصالح تقنيات أقل تكلفة كالفحم وقلم رصاص. وكانت النتيجة هذه المرة لوحة مأساوية، «بيت من ورق»، تمثل فيه أربعة أطفال يتامى.
وجدت وظيفة في المتحف الأثري خاركوف، حيث رسمت بقلم الرصاص معروضات المتحف. وفي ديسمبر 1920 انتقلت إلى شقة جدها في بتروغراد. وبعد ثورة أكتوبر، اضطر الناس إلى مشاركة الشقق الخاصة مع سكان إضافيين، ولكن الحظ ساعف زينايدا، حيث أقامت مع فناني «مسرح الفن» بموسكو. وهكذا كان تركيز أعمال زينايدا سيريبرياكوفا خلال هذه الفترة على الحياة المسرحية. وفي هذه الفترة دخلت ابنتها تاتيانا أكاديمية الباليه.

## باريس
في خريف عام 1924، توجهت زينايدا إلى باريس، بعد تكليفها بعمل لوحة جدارية زخرفية كبيرة. وعند الانتهاء من هذا العمل، كانت تنوي العودة إلى الاتحاد السوفياتي، حيث والدتها وأربعة أبنائها. لكنها لم تتمكن من العودة. استطاعت جلب أبنائها الصغار، الكسندر وكاترين، إلى باريس في عام 1926 و 1928، على التوالي، ولم تتمكن أن تفعل الشيء نفسه مع أبنائها الكبار، يفجيني وتاتيانا، اللّذان ستحرم من رؤيتهما لسنوات عديدة.
بعد ذلك، تفرغت زينايدا للسفر والترحال، ففي عامي 1928 و 1930 توجهت لأفريقيا، وزارت المغرب. افتتنت زيناديا بالمناظر الطبيعية، فرسمت جبال الأطلس، وكذلك النساء. فملئت لوحاتها بموضوعات عن مدن فاس ومراكش وغيرها، بمفهوم الجمال الشرقي للحياة، ورسمت المناظر الطبيعية الغريبة والسكان في الأزياء المحلية ومشاهد مختلفة في الشوارع والأسواق.
وفي عام 1947، حصلت سيريبرياكوفا أخيرا على المواطنة الفرنسية، وبعد اتباع الحكومة السوفييتية سياسة ذوبان خروشوف سمح لزينايدا التواصل مع أسرتها في الاتحاد السوفياتي. وفي عام 1960، أي بعد 36 عاما من الانفصال القسري، سمح أخيرا لابنتها الكبرى تاتيانا بزيارتها.
عرضت أعمال زينايدا أخيرا في الاتحاد السوفياتي في عام 1966، في موسكو ,لينينغراد وكييف، وعرفت نجاحا كبيرا. وتم بيع لوحاتها بالملايين، في نفس مستوى أعمال بوتيتشيلي ورينوار. وعلى الرغم من ارسالها نحو 200 لوحة من أعمالها لعرضها في الاتحاد السوفياتي، فإن معظم أعمالها لا تزال حتى يومنا هذا في فرنسا.
توفيت زينايدا في باريس في 19 سبتمبر 1967، عن عمر يناهز 82 عاما. ودفنت في باريس في المقبرة الروسية سانت جنفياف دي بوا. ساهم أبنائها، الرسامة يكاتيرينا وألكسندر، في الحفاظ على تراث عائلة سيريبرياكوف.

## روابط خارجية
- زينايدا سيريبرياكوفا على موقع ميوزك برينز (الإنجليزية)